# Estadio Municipal de Baucau
Das Estadio Municipal de Baucau (tetum Estádiu Munisípiu Baucau, deutsch Gemeindestadion Baucau) ist ein Mehrzweckstadion in Osttimors zweitgrößter Stadt Baucau.

## Geschichte
Während der Krise in Osttimor 1999 diente das Stadion als Flüchtlingslager.

## Sportereignisse
Neben dem Stadion in Maliana war das Estadio Municipal de Baucau der zweite Austragungsort der Liga Futebol Amadora Primeira Divisão 2017. Hier fand am 18. Februar auch die Eröffnungsfeier der Saison 2017 statt.